# Автомат Мили

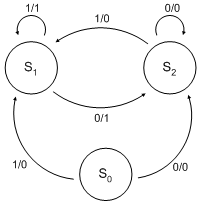
Диаграмма состояний автомата Мили (Граф автомата)

 Автомат Мили (англ. Mealy machine) — конечный автомат, выходная последовательность которого (в отличие от автомата Мура) зависит от состояния автомата и входных сигналов. Это означает, что в графе состояний каждому ребру соответствует некоторое значение (выходной символ). В вершины графа автомата Мили записываются выходящие сигналы, а дугам графа приписывают условие перехода из одного состояния в другое, а также входящие сигналы. Назван именем Джорджа Мили, учёного в области математики и компьютерных наук, придумавшего этот автомат.
Автомат Мили — совокупность {\displaystyle {\boldsymbol {A=(S,X,Y,\delta ,\lambda ,S_{0})}}}, где
- {\displaystyle S} — конечное непустое множество состояний автомата;
- {\displaystyle X} — конечное непустое множество входных символов;
- {\displaystyle Y} — конечное непустое множество выходных символов;
- {\displaystyle \delta :S\times X\rightarrow S} — функция переходов, отображающая пары (состояние, входной символ) на соответствующее следующее состояние;
- {\displaystyle \lambda :S\times X\rightarrow Y} — функция выходов, отображающая пары (состояние, входной символ) на соответствующий выходной символ;
- {\displaystyle S_{0}\in S} — начальное состояние.

Кодировка автомата Мили:
Вершина (операторная или логическая), стоящая после вершины «Начало», а также вход вершины «Конец» помечается символом S1, вершины, стоящие после операторных помечаются символом Sn (n=2,3..).

## Представление

### Матрица функций переходов
| {\displaystyle S} / {\displaystyle X} | {\displaystyle C_{1}} | {\displaystyle C_{2}} | {\displaystyle C_{3}} |
| ------------------------------------- | --------------------- | --------------------- | --------------------- |
| q1                                    | q1 / S                | q2 / U1               | q3 / U2               |
| q2                                    | q1 / D1               | q2 / S                | q3 / U1               |
| q3                                    | q1 / D2               | q2 / D1               | q3 / S                |

#### Легенда
- {\displaystyle C_{i}} — Входные символы;
- {\displaystyle q_{i}} — Внутренние состояния
- {\displaystyle U_{i}}, {\displaystyle D_{i}}, {\displaystyle S} — Выходные символы.
- {\displaystyle q_{i}} / {\displaystyle S} — функция перехода